# Свод черепа

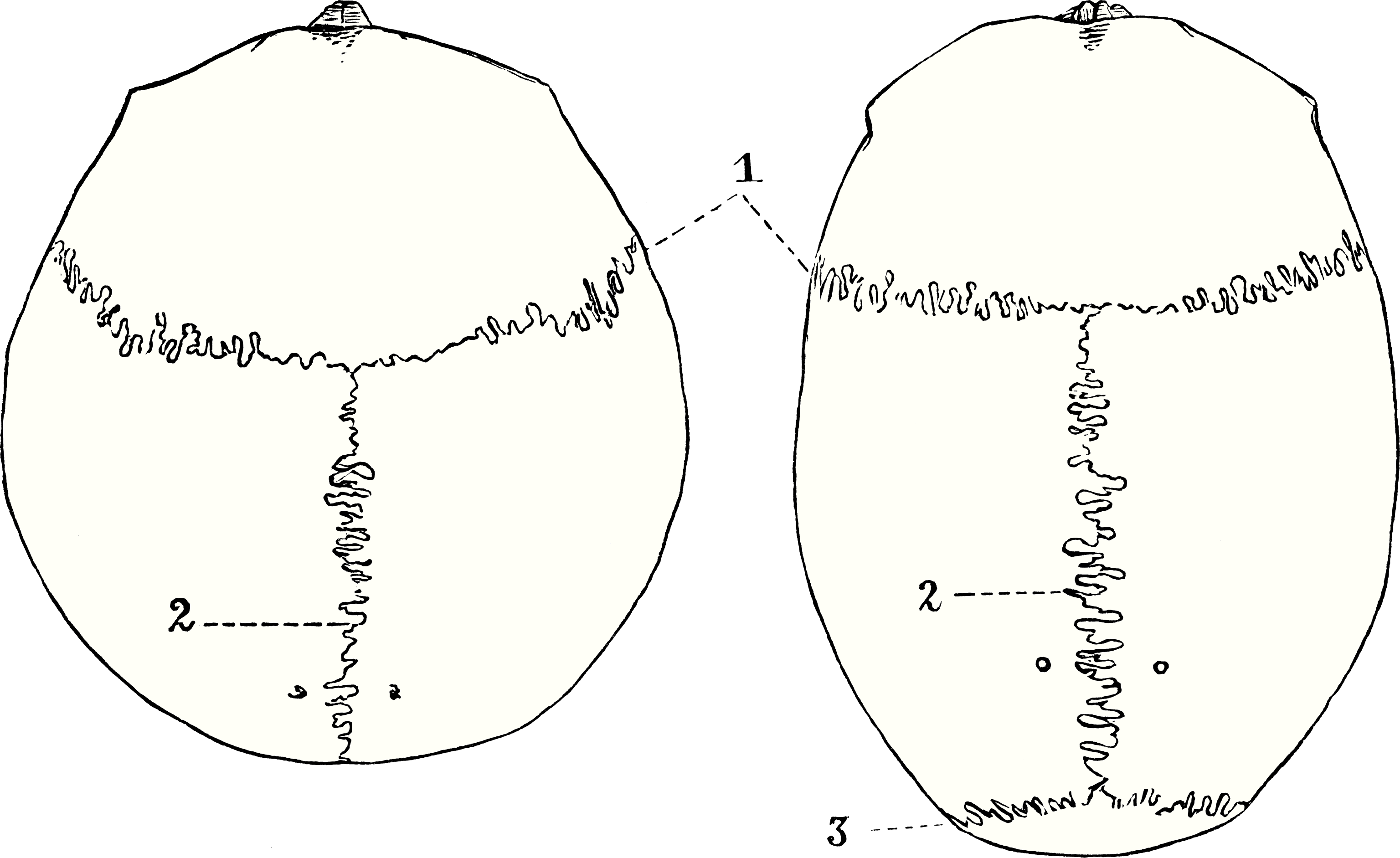
1 — венечный шов, 2 — сагиттальный шов, 3 — ламбдовидный шов

Свод черепа (крыша черепа, черепной свод) (лат. fornix cranii, s. calvaria, PNA, BNA, JNA) — группа прочно соединённых между собой костей черепа, закрывающих головной мозг сверху и с боков. Образован лобной чешуей, теменными костями, верхним отделом затылочной чешуи, чешуями височных костей и верхним отделом большого крыла клиновидной кости. В районе свода кости соединяются тремя швами: венечным (между лобной и теменными костями), сагиттальным (между теменными костями) и ламбдовидным (между затылочной и теменными костями).
В зародышевой стадии представляет собой перепончатое образование, которое практически полностью окостеневает к моменту рождения, не окостеневшими остаются швы и роднички в местах схождения нескольких швов.

## Аномалии развития
С костями свода черепа связаны следующие аномалии:
- Акрокефалия — башнеобразная форма головы;
- Акрания — отсутствие головного мозга и костей свода черепа;
- Акальвария — отсутствие костей свода черепа, твердой мозговой оболочки и связанных с ними мышц;
- Краниостеноз — аномальная форма черепа в результате раннего сращения швов.